# Kameruns flagga
Kameruns flagga är en trikolor i grönt, rött och gult med en gul stjärna i det mittersta röda fältet. Flaggan antogs av Kamerun den 20 maj 1975 och har proportionerna 2:3.

## Symbolik
Färgerna är de traditionella panafrikanska färgerna som i den kamerunska flaggan ska tolkas som symboler för hopp (grönt), enighet (rött) respektive välstånd (gult). Utformningen med tre vertikala band är hämtad från den franska trikoloren.

## Historik
Den tyska kolonin delades efter första världskriget upp i en fransk och en brittisk del. När den franska delen av kolonin blev självständig i slutet av 1950-talet antog man som andra land efter Ghana en flagga med de panafrikanska färgerna, fast den ursprungliga versionen från 1957 (som stadfästes i och med författningen 1960) saknade stjärnan i mitten. När den brittiska delen av Kamerun anslöt sig till den moderna statsbildningen 1961 infördes två stjärnor vid flaggans övre innerkant. De båda stjärnorna ersattes 1975 med en gul stjärna i mitten, som skall representera nationens enighet.

### Tidigare flaggor

Den första flaggan från 1957
Kameruns flagga 1961–1975